# Bobby Lea
Robert "Bobby" Lea (ur. 17 października 1983 w Easton) – amerykański kolarz torowy i szosowy, brązowy medalista torowych mistrzostw świata.

## Kariera
Pierwsze sukcesy w karierze osiągnął w 2012 roku, kiedy zdobył dwa medale podczas mistrzostw panamerykańskich w Mar del Plata. Najpierw zwyciężył w scratchu, a następnie zajął drugie miejsce w omnium. Na rozgrywanych dwa lata później mistrzostwach panamerykańskich w Aguascalientes był najlepszy w indywidualnym wyścigu na dochodzenie oraz trzeci w wyścigu punktowym. Kolejne dwa medale zdobył w 2015 roku. W lutym zajął trzecie miejsce w scratchu podczas torowych mistrzostw świata w Paryżu. W zawodach tych wyprzedzili go jedynie Niemiec Lucas Liß Albert Torres z Hiszpanii. We wrześniu zwyciężył w madisonie na mistrzostwach panamerykańskich w Santiago.
Trzykrotnie startował na igrzyskach olimpijskich, najlepszy wynik osiągając podczas igrzysk w Londynie w 2012 roku, gdzie był dwunasty w omnium.
We wrześniu 2015 roku w jego organizmie wykryto noroksykodon, metabolit oksykodonu, substancję zakazaną przez Amerykańską Agencję Antydopingową, wobec czego został zawieszony na 16 miesięcy. Zawodnik odwołał się do Sportowego Sądu Arbitrażowego i w lutym 2016 roku karę skrócono do 6 miesięcy.